# Giuseppe Ferlito
Giuseppe Ferlito (Burgio, 24 ottobre 1954) è un regista, sceneggiatore e montatore italiano.

## Biografia
Laureato in architettura, frequenta la Bottega Teatrale di Vittorio Gassman. Esordisce alla regia nel 1983 con Compagno che sei nei cieli insieme a Sergio Staino e arriva al cinema di grande distribuzione con Femmina interpretato da Monica Guerritore e Roberto Farnesi, sceneggiato da Giuseppe Patroni Griffi.
Dal 1990 inizia l'esperienza come insegnante di cinema, presso il Videolaboratorio del Cinema Spazio Uno di Firenze, la Mediateca Regionale Toscana, e la provincia di Firenze. Nel 1994, insieme a un gruppo di appassionati, fonda la Scuola di Cinema Immagina, di cui è docente e direttore artistico.
Nel 2001 realizza, con finanziamenti del Ministero dei Beni Culturali, Né terra né cielo, che ottiene il premio del pubblico al Festival del Cinema Italiano di Ajaccio nel 2004.
Nel 2008 dirige La verità negli occhi, con Roberto Farnesi. Dello stesso anno è Non buttarti via, mediometraggio volto a sensibilizzare i giovani sulla tematica della gestione dei rifiuti domestici, promosso dall'assessorato all'ambiente della provincia di Firenze nelle scuole.
Dopo avere diretto i film Ultimo carico, commedia del quale è anche montatore e sceneggiatore (2010) e Cavallo di Troia (2013), 2016 firma la regia di Infernet, film dedicato a internet e ai suoi pericoli, che vede nel cast, tra gli altri, Remo Girone e Ricky Tognazzi.
Nell'estate del 2019 realizza il lungometraggio Re minore, girato quasi interamente in Sicilia. Il film ha ottenuto diversi riconoscimenti: il Gran Trofeo Golfo di Salerno "Ignazio Rossi" per l'opera filmica migliore in assoluto e il Premio della Giuria Popolare Internazionale al Festival Internazionale del Cinema di Salerno 2020; il riconoscimento come Miglior Film al Salento International Film Festival 2021 e la vittoria alla seconda edizione del Premio Shinema per il Cinema Contemporaneo (2021).
Nel 2017 dirige il cortometraggio La partita, tratto dal soggetto vincitore del concorso "Racconti nella Rete® - Sezione CORTI" 2017, scritto dallo sceneggiatore romano Giorgio Marconi (autore anche della sceneggiatura) e prodotto dall'Associazione Culturale LuccAutori (presidente Demetrio Brandi) in collaborazione con la Scuola di Cinema Immagina. 
È stato membro di giuria all'Ariano International Film Festival.

## Filmografia

### Lungometraggi
- Femmina - Alla fine della storia (1998)
- La pietra nel pozzo (2000)
- Né terra né cielo (2001)
- Compagno che sei nei cieli (2001)[12]
- La mia squadra del cuore, con Domenico Costanzo (2003)
- Ritratti nella notte (2006)
- L'affarista (2009)
- Ultimo carico (2010)
- Cavallo di Troia (2013)[13]
- Infernet (2016)[14]
- Re minore (2019)

### Cortometraggi e mediometraggi
- Doppio petto - mediometraggio (1997)
- I Prigioni - mediometraggio (2000)
- Cobret - mediometraggio (2007)
- Nero di seppia - cortometraggio (2007)
- Big bang Prodi - cortometraggio (2008)
- La verità negli occhi - mediometraggio (2008)
- Proiezioni - cortometraggio (2011)
- Amore cieco - cortometraggio (2012)
- La partita - cortometraggio (2017)
- Greg - mediometraggio (2018)
- Vecchio mondo - cortometraggio (2021)